# Sasnières
Sasnières es una comuna francesa situada en el departamento de Loir y Cher, en la región de Centro-Valle del Loira.

## Demografía
| 166 | 134 | 119 | 104 | 71 | 69 | 104 |
| Para los censos de 1962 a 1999 la población legal corresponde a la población sin duplicidades (Fuente: INSEE [Consultar]) |     |     |     |    |    |     |